# A Cachoeira de Paulo Afonso

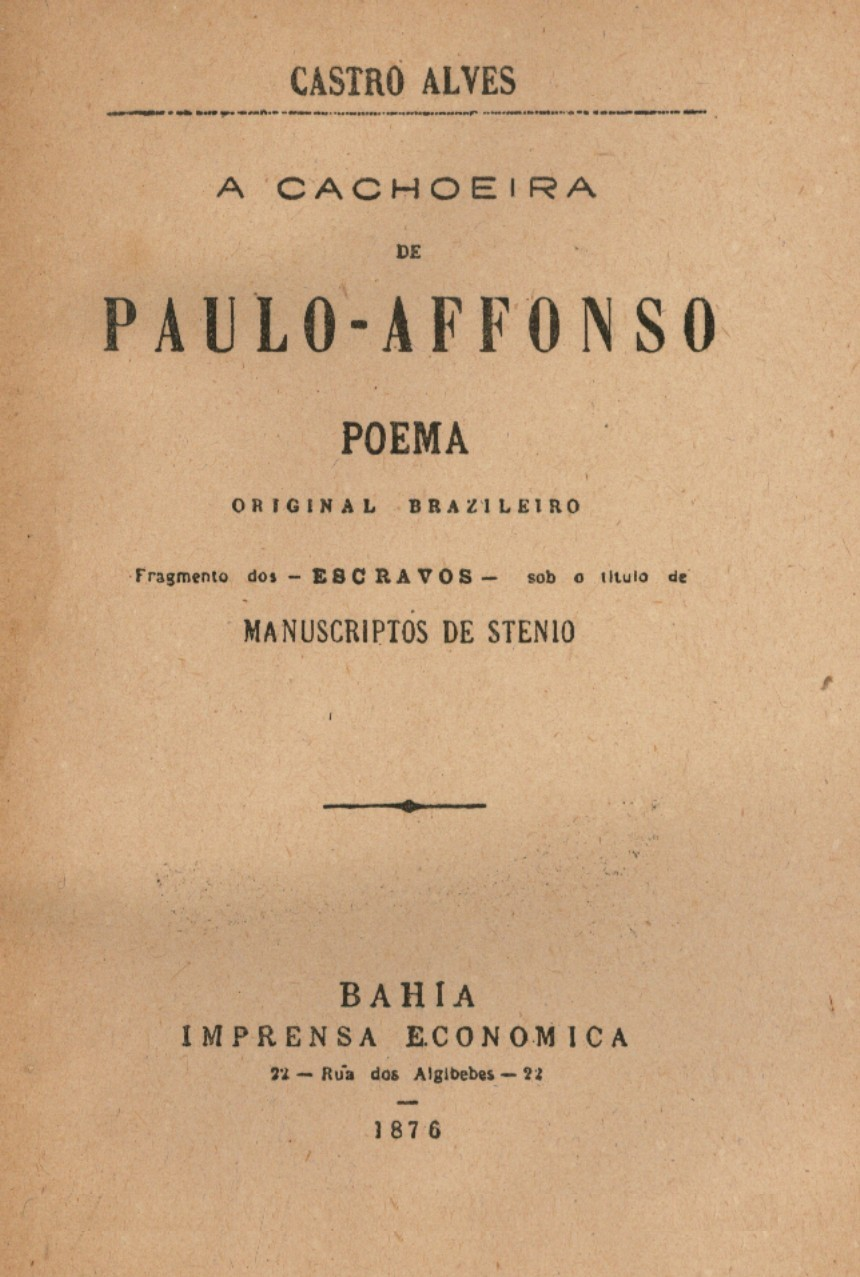
Frontispício da obra, de 1876.

A Cachoeira de Paulo Afonso é o título do livro do poeta brasileiro Castro Alves, publicado em 1876, excerto de seu livro Os Escravos, e que trazem um conjunto de 33 poemas.
O título homenageia a queda d'água de Paulo Afonso, no rio São Francisco e que o poeta canta em A Cachoeira, como um centauro sobre cujos ombros lhe cai o rio inteiro. Trazia como subtítulo "Manuscriptos de Stenio", tendo sido publicado pela editora "Imprensa Econômica", de Salvador.
Afrânio Peixoto, sobre o título "Manuscriptos de Stenio", esclarece que não encontrou qualquer outra alusão a este nos autógrafos do autor, senão aquela feita em uma edição de 1883 de Os Escravos, no qual se achava a obra dividida em duas partes, sendo a primeira "a Cachoeira de Paulo Affonso" e "II Manuscriptos de Stenio" - esta última composta de seis poesias apenas. Assinala, ainda, que Stenio é um personagem da obra Lélia, da escritora George Sand, de 1833: um jovem poeta que tendo um amor inatingível, cai na boemia e acaba morrendo, ressaltando o ex-Presidente da Academia Brasileira de Letras que esta alusão se baseasse "talvez no ânimo de Castro Alves simbólico da própria vida."
Peixoto narra, ainda, que Castro Alves lera em 1868 a Machado de Assis "A Cascata de Paulo Afonso" - e que a mudança do título deveria ter-se dado no sertão baiano, para onde o poeta retornara após sua viagem ao Sul - apondo-lhe a data que seria definitiva: fazenda "Santa Isabel, 12 de julho de 1870 no Rosário do Orobó".
Na edição Le cinquantenaire de Castro Alves da Revue de l'Amerique Latine nº 3, maio de 1922, o professor Georges Le Gentil declarou que a América contribuíra com duas obras para a literatura universal: A Cabana do Pai Tomás, Beecher-Stowe e a Cachoeira de Paulo Afonso, de Castro Alves.

## Excertos
(em domínio público):
A Queimada

Meu pobre perdigueiro! vem comigo.

Vamos a sós, meu corajoso amigo,

Pelos ermos a vagar!

Vamos lá dos gerais, que o vento açoita,

Dos verdes capinzais n'agreste moita

A perdiz levantar!...

Mas não!... Pousa a cabeça em meus joelhos...

Aqui, meu cão!... Já de listrões vermelhos

O céu se iluminou.

Eis súbito, da barra do ocidente,

Doudo, rubro, veloz, incandescente,

O incêndio que acordou!

(...)